# SpaceX CRS-3
SpaceX CRS-3 (SpX-3) – misja statku transportowego Dragon, wykonana przez prywatną firmę SpaceX na zlecenie amerykańskiej agencji kosmicznej NASA w ramach programu Commercial Resupply Services w celu zaopatrzenia Międzynarodowej Stacji Kosmicznej.

## Przebieg misji
Start misji nastąpił 18 kwietnia 2014 roku o 19:25:21 czasu UTC. Do wystrzelenia użyto pierwszy raz rakiety nośnej Falcon 9 v1.1 wystartowała ze statkiem Dragon z platformy startowej SLC-40 z kosmodromu Cape Canaveral Air Force Station. W ciągu dwóch dni na orbicie Dragon zbliżył się do ISS i 20 kwietnia 2014 o 11:14 UTC został uchwycony przez mechaniczne ramię Canadarm2. Następnie został on przyciągnięty do portu dokującego w module Harmony i o 14:06 UTC nastąpiło jego cumowanie do stacji.
Po tym gdy pierwszy stopień rakiety Falcon 9 zakończył swoje zadanie i odłączył się od reszty, wykonano symulację jego podejścia do lądowania nad Atlantykiem. W tym celu pierwszy stopnień został wyposażony w specjalne podpory, które wysunęły się podczas tej próby lądowania. Symulacja zakończyła się powodzeniem, co pozwoliło firmie SpaceX na dalszy rozwój metody wielokrotnego wykorzystania tych segmentów rakiet w przyszłych misjach.
Dragon pozostał zadokowany do ISS przez prawie 28 dni, po czym odłączył się od stacji 18 maja 2014 o 11:55 UTC. Następnie został on odciągnięty od ISS przez Canadarm2 i wypuszczony o 13:26 UTC. Po oddaleniu się od stacji rozpoczęto manewr jego deorbitacji, w wyniku czego kapsuła powrotna Dragona zwodowała o 19:05 UTC na Wschodnim Pacyfiku.

## Ładunek
Statek Dragon wyniósł na orbitę ładunek o masie ok. 2265 kg. W jego module ciśnieniowym znajdowało się zaopatrzenie dla ISS, w tym:
- materiały do eksperymentów naukowych z NASA, JAXA i ESA,
- wyposażenie potrzebne do spacerów kosmicznych,
- urządzenia potrzebne do sprawnego funkcjonowania stacji (m.in. wyposażenie systemów podtrzymywania życia, kontroli środowiska wewnątrz stacji i zasilania w energię elektryczną),
- środki dla załogi (m.in. żywność i środki higieny osobistej),
- urządzenia elektroniczne.

Rakieta Falcon 9 wyniosła również pięć CubeSatów, w tym satelitę KickSat-1, który po wypuszczeniu miał uwolnić 104 femtosatelity. Jednak 14 maja 2014 roku, prawdopodobnie na skutek problemów spowodowanych przez promieniowanie kosmiczne, ten CubeSat wszedł w gęste warstwy atmosfery nie uwalniając wcześniej femtosatelitów.
Po rozładowaniu statku Dragon, został on wypełniony materiałami, które miały powrócić na Ziemię. W sumie w kapsule powrotnej znalazło się około 1585 kg ładunku, w tym:
- materiały z zakończonych eksperymentów naukowych[3]:
  - 15 eksperymentów NASA,
  - 10 eksperymentów JAXA,
  - 2 eksperymentów ESA,
  - 1 eksperyment CSA,
- zużyte urządzenia wyposażenia stacji,
- środki od załogi,
- wyposażenie wykorzystane podczas spacerów kosmicznych.

## Galeria

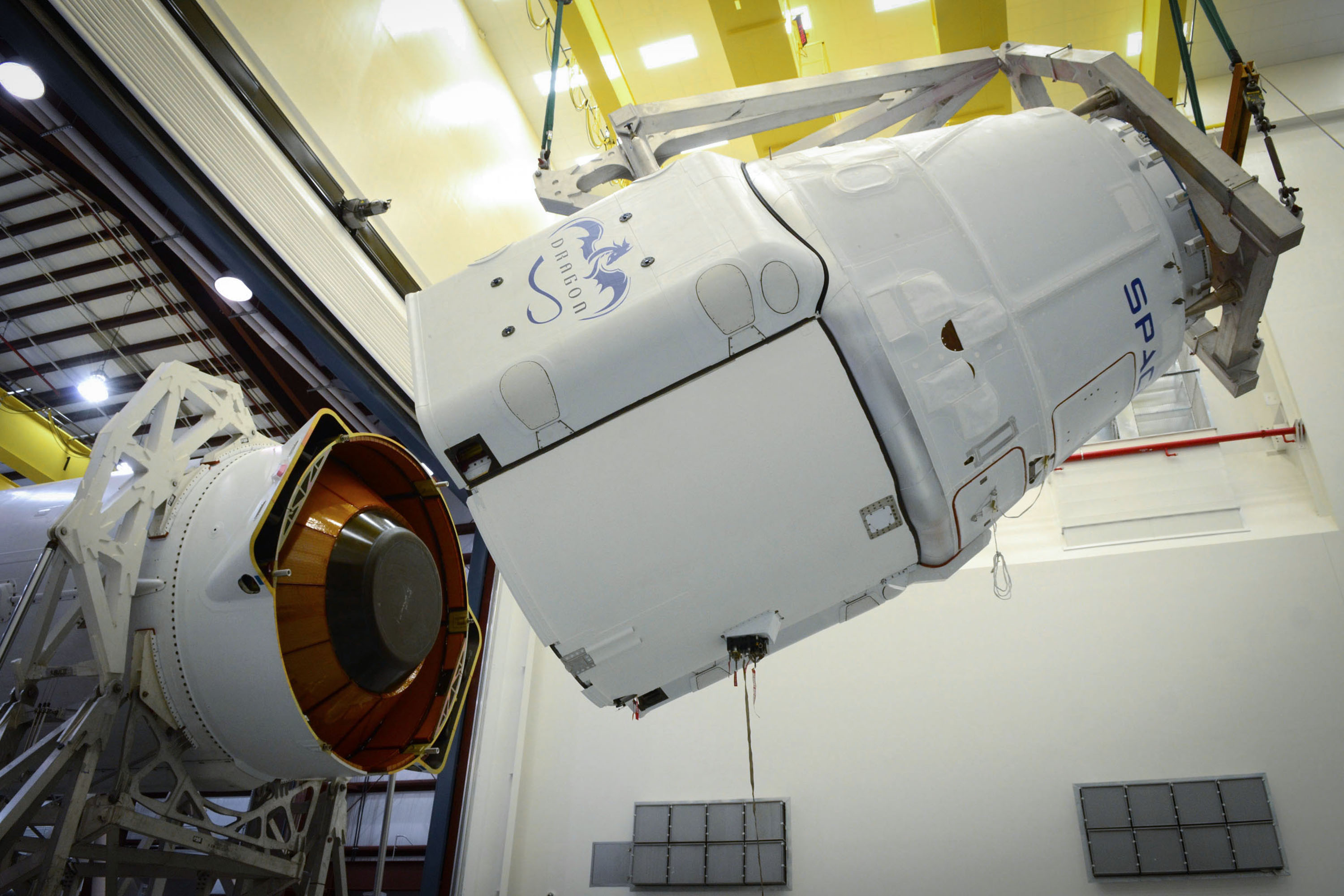
Montaż statku Dragon na rakiecie Falcon 9
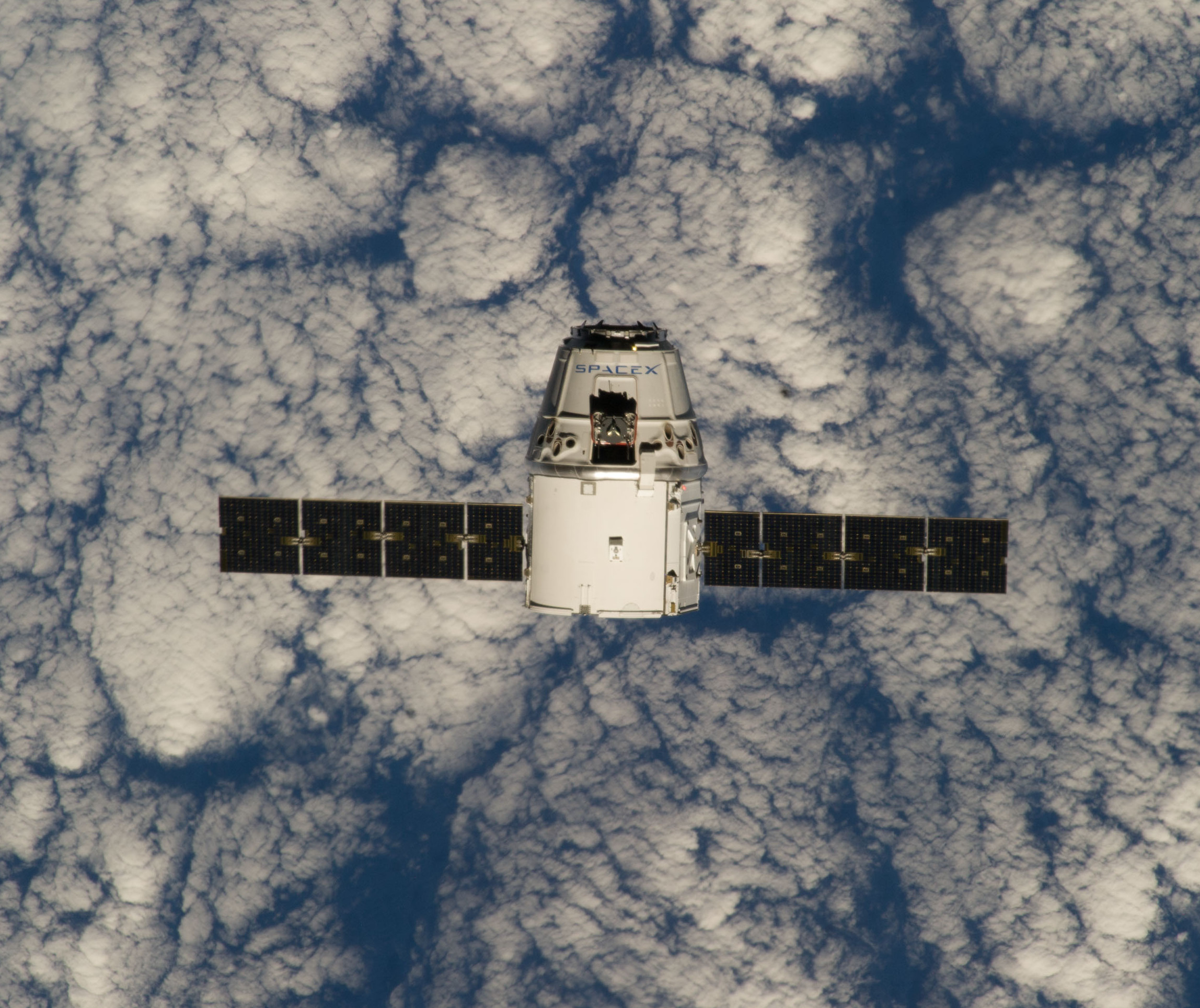
Statek Dragon zbliżający się do ISS
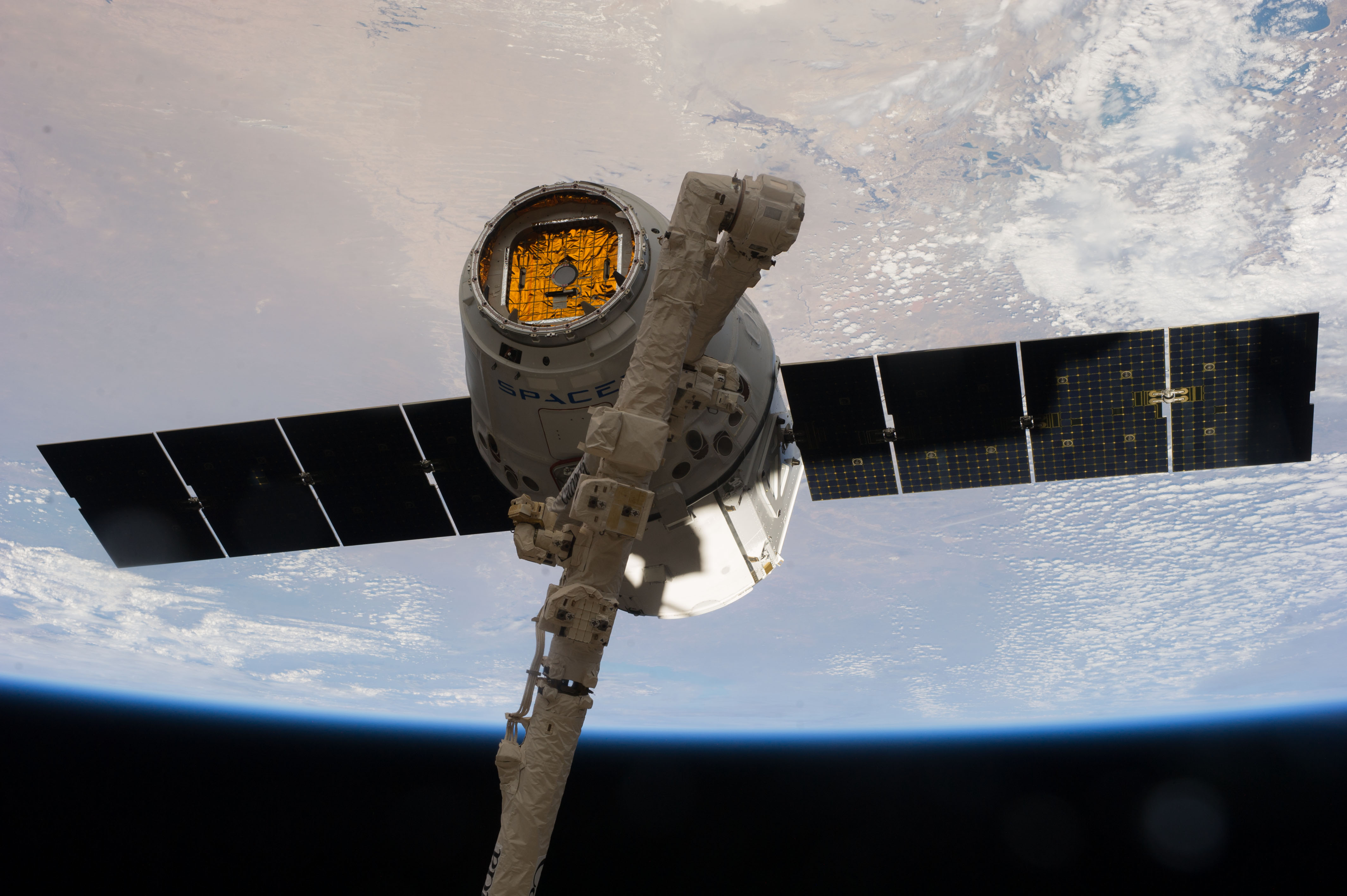
Dragon uchwycony przez Canadarm2
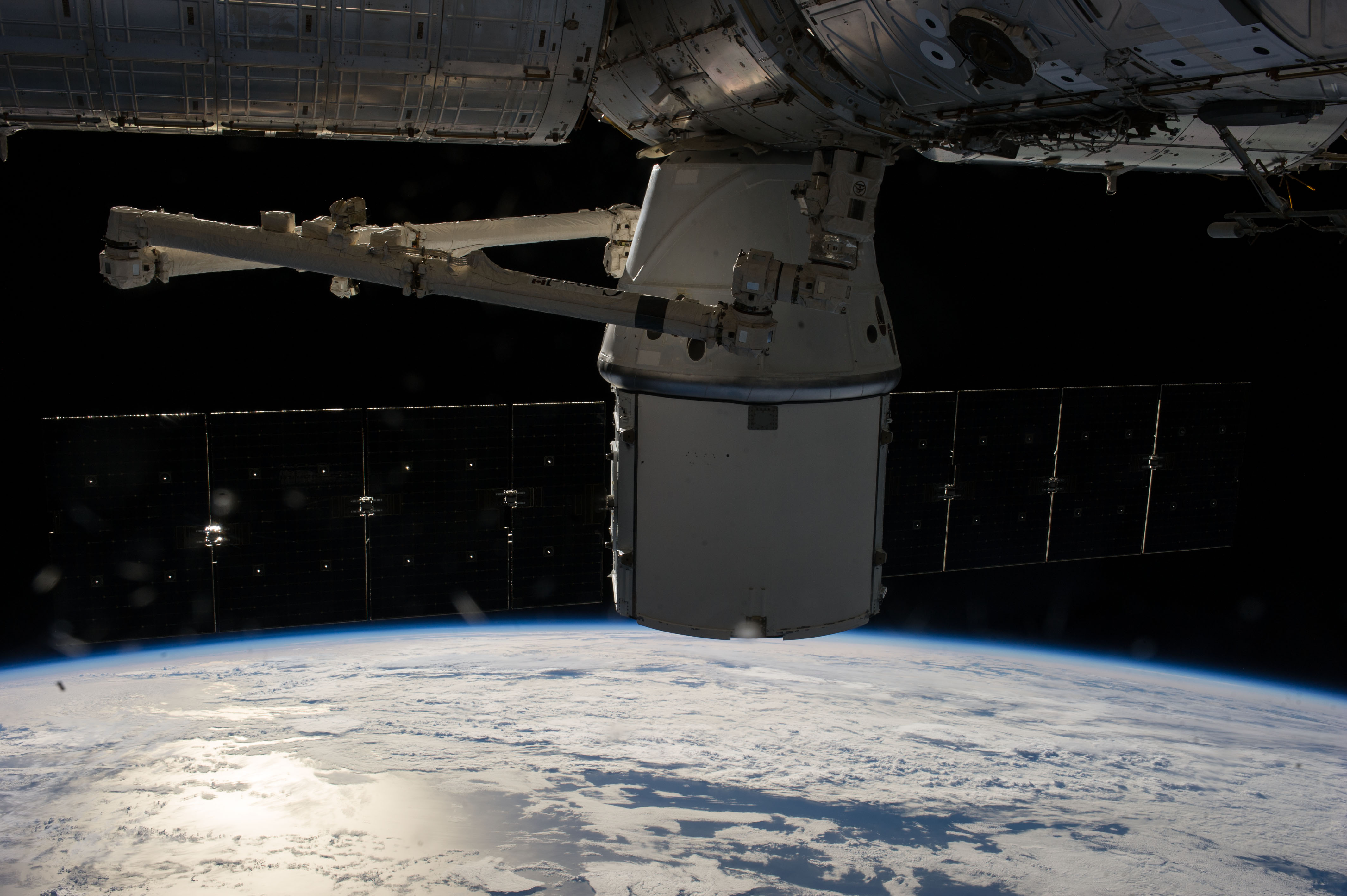
Dragon zadokowany do modułu Harmony
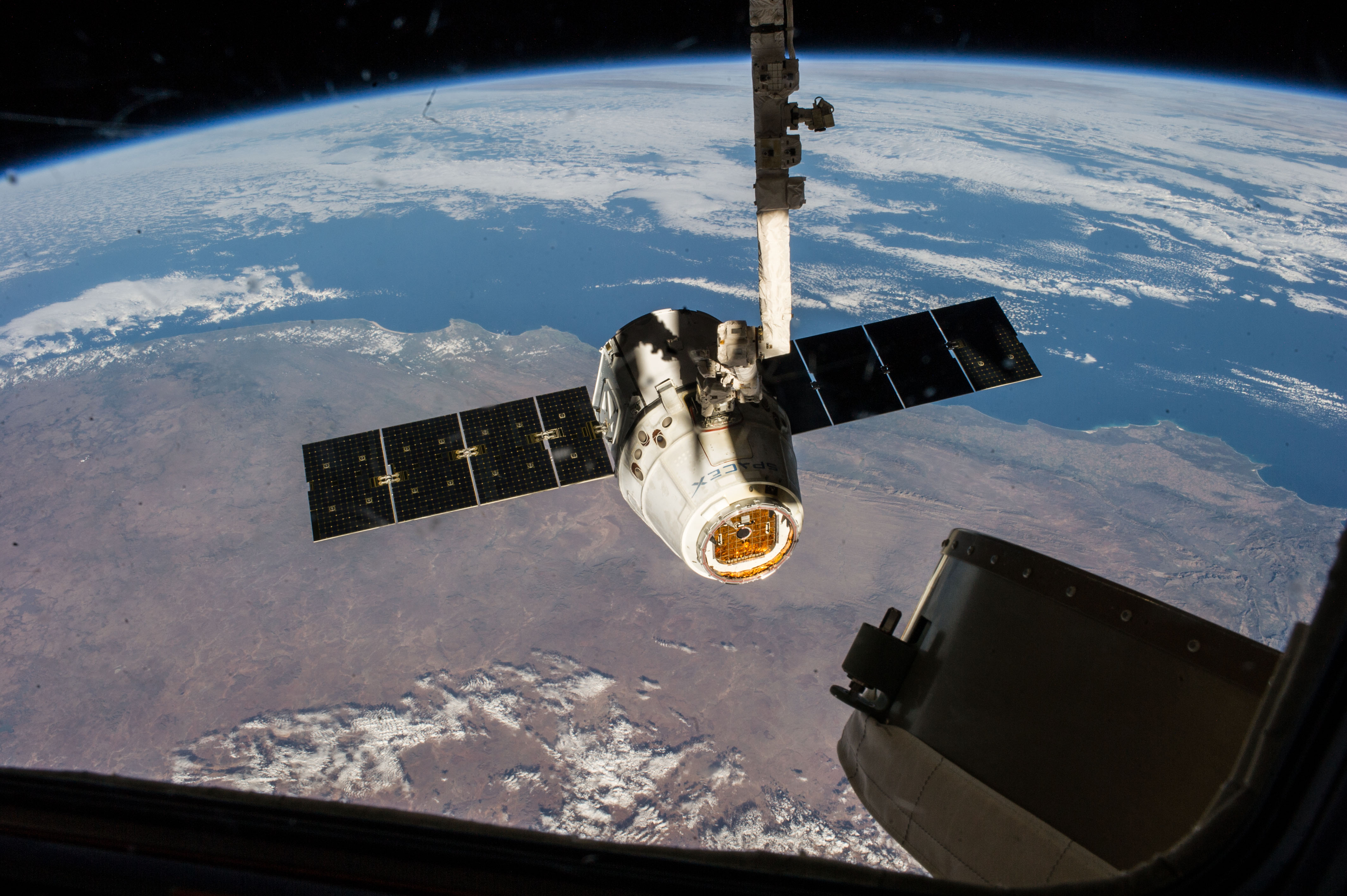
Statek Dragon krótko po odcumowaniu od stacji jest odciągany przez Canadarm2